# John Preston (teologo)
John Preston (Heyford, 1587 – 1628) è stato un teologo e predicatore inglese.
Nato a Heyford nel Northamptonshire, Inghilterra, studia nel Queen's College di Cambridge, diventandovi poi docente (1609). Accede agli ordini sacri e diventa decano del suo college. La sua predicazione riscuote grande popolarità. Su raccomandazione del Duca di Buckingham viene eletto cappellano del principe Carlo nel 1620. Nel 1622 diventa predicatore al Lincon's Inn e maestro (Master) del Lincon's College, Cambridge. Dopo l'ascesa al trono di Carlo I, opera intensamente per la causa puritana, ma riesce a realizzare poco o nulla a causa della resistenza opposta dall'arcivescovo William Laud (1573-1645). In teologia è un rigoroso calvinista ed i suoi scritti diventano molto popolari.

## Opere
- John Preston, "Remaines of ... John Preston, containing three excellent treatises, namely, Iudas's repentance. The saints spirituall strength. Pauls conversion"; Published by for A. Crooke, 1634. Digitalizzazione Google.
- John Preston, The breast-plate of faith and love. [2 pt. The title-page of the 'Treatise of effectuall faith' is dated 1637]; Published by ... 1651; Digitalizzazione Google.